# سیارک ۹۹۳۸
سیارک ۹۹۳۸ (به انگلیسی: 9938 Kretlow، نامگذاری:1988KA) نه هزار و نهصد و سی و هشتمین سیارک کشف شده‌است که در ۱۸ مه ۱۹۸۸ کشف شد.
قدر مطلق سیارک برابر ۱۳٫۸۰ است.